# Granátula de Calatrava
Granátula de Calatrava est une commune espagnole de la Province de Ciudad Real, communauté autonome de Castille-La Manche. Elle est située à 32,6 km de Ciudad Real. Elle était connue dans l'Antiquité sous le nom de Oretum.

## Géographie
La ville actuelle est située dans la vallée du Jabalón, un affluent du Guadiana. Cette vallée se caractérise par un relief altéré d'origine volcanique - cônes Columba, Cuevas Negras ou La Yozosa -, qui a donné naissance à des lacs ou maars, comme le cratère ou maar Valdeleón, de plus de 2 km de diamètre, où se situe le centre-ville de Granátula de Calatrava. Le volcanisme n'est plus guère actif dans la région en dépit de quelques manifestations ponctuelles comme le geyser connu sous le nom de el Chorro de Granátula apparu en 2000, ou la Fumarola, fumerolle encore active à la Sima.
Le climat de la province est de type méditerranéen continental. Les variations de températures sont parmi les plus fortes de la péninsule, ce qui donne des hivers froids et des étés chauds et secs. Les ressources agricoles y sont naturellement de type méditerranéen, telles que huile d'olive, vin, céréales et divers produits du verger.

## Histoire

### Préhistoire, Protohistoire et Antiquité
À l'âge du fer, le site de Granátula de Calatrava se trouvait sur le territoire du peuple ibère des Oretani.

### Époque wisigothique
À l'époque wisigothique, Oreto était un siège épiscopal de l'Église catholique, suffragant de l'archidiocèse de Tolède comprenant l'ancienne province romaine de Carthaginoise dans le Diocèse d'Hispanie.

## Tourisme

### Sites Archéologiques

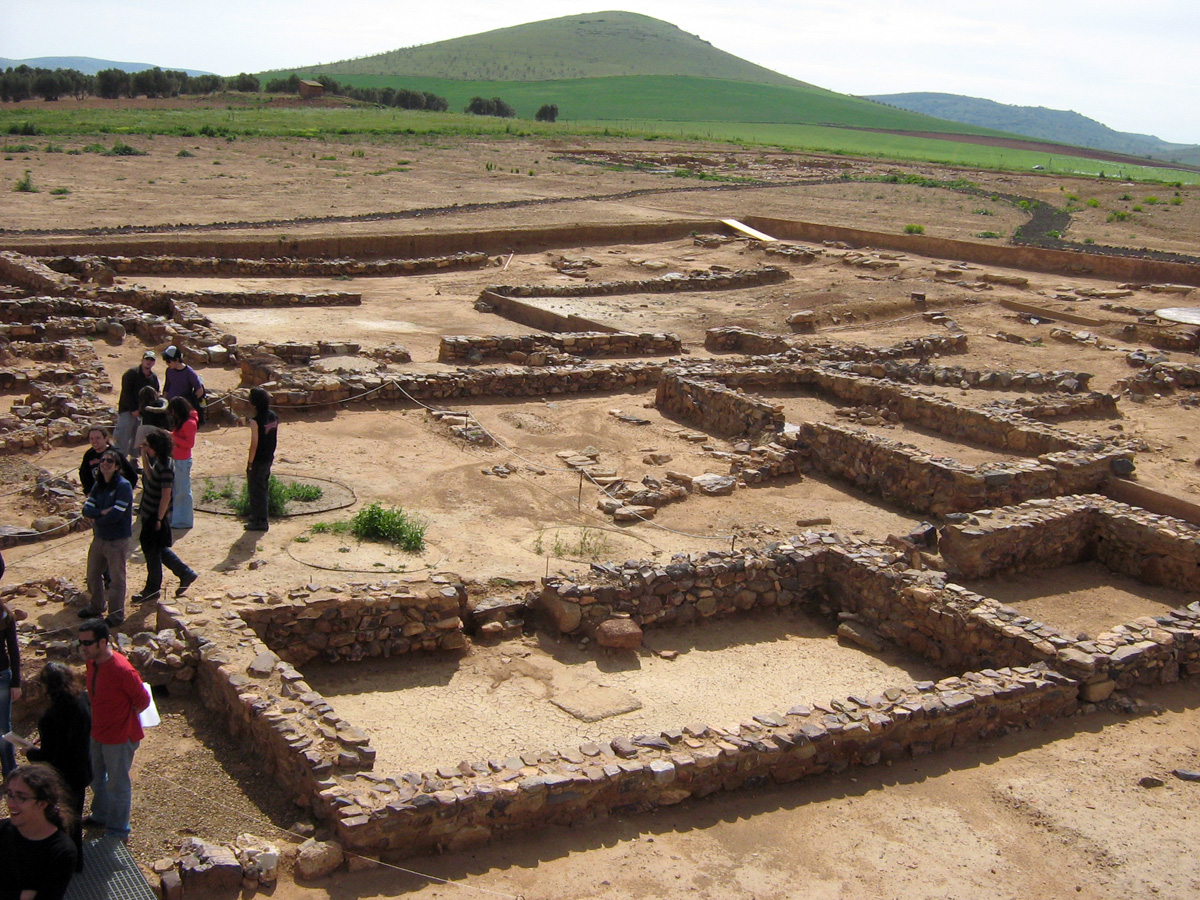
Le site archéologique d'Oreto et Zuqueca

Autour de Granátula se trouvent deux sites archéologiques importants.
Le site de La Encantada est un site de l'âge du bronze, de type "Castellón" situé sur une hauteur. On y trouve conservé des murs défensifs, des maisons et des silos. le site abrite également une grotte qui, selon la légende, est le repaire d'un monstre local, un lézard ou un serpent qui devient le Trocanta ou Encanta chaque nuit de San Juan.
Le site archéologique d'Oreto et Zuqueca est plus récent, avec des traces allant de l'époque romaine au Moyen Age. On y trouve une nécropole wisigothique, un baptistère paléochrétien ainsi que des bains islamiques, les plus anciens de la péninsule Ibérique.

### Patrimoine artistique
Sur le site d'Oreto y Zuqueca, il est également possible de voir le sanctuaire de la patronne de la ville, la Vierge de Oreto et Zuqueca, une chapelle romane du XIIIe siècle, déclarée d'intérêt culturel. Ce sanctuaire est composé d'un groupe de bâtiments, pour la plupart du XIIIe siècle, mais conserve des arcs, des pierres et des piliers plus anciens, en particulier wisigothiques. À proximité se trouvent les restes du pont romain de Baebius Venusto Publius, daté de la fin du Ier siècle.
Parmi les autres monuments de la commune, on peut compter l'église Santa Ana, du XIVe au XVIIIe siècle et sa tour lambrissée du XVIe siècle. L'église renferme une statue du XIIIe siècle de la Vierge de Oreto et Zuqueca. À proximité se trouve le palais Torrubia (XVIIIe siècle), déclaré Bien d'Intérêt Culturel, palais manchego typique de trois étages doté d'une cour à colonnes, une seconde partie, plus ancienne (XVe siècle), est appelée la Casa mudéjar. La ville conserve un certain nombre de bâtiments officiels des XVIIe et XVIIIe siècles, comme la Maison de l'Inquisition, les Tercias, l'Auberge de l'Association ou le grenier.
La commune est également le lieu de naissance, en 1793, de Baldomero Espartero. Sa maison natale s'y trouve toujours et une statue lui est dédiée au sein de la ville.

## Fêtes et traditions
La fête de Pâques y est déclarée d'Intérêt Touristique Régional.

## Anecdotes
- La première scène du film Volver de Pedro Almodóvar a été tourné dans la localité.